# Juan Franco
José Juan Franco Rodríguez ou Juan Franco (La Línea de la Concepción, 11 de junho de 1975) é um político espanhol, atual Alcaide da La Línea de la Concepción.

É licenciado em Direito pela Universidade de Cádis. Juan Franco é funcionário da Câmara Municipal de La Linea desde 1999. Além disso, ocupa o cargo de área de tesouraria da província de Cádis.